# پیت ویدکوپ
پیت ویدکوپ (انگلیسی: Piet Wijdekop; september ۱۳, ۱۹۱۲ – ۱ سپتامبر ۱۹۸۲ (۶۹ ساله)) ورزشکار اهل پادشاهی هلند بود.
وی در مسابقات کشوری و بین‌المللی در مجموع برندهٔ ۱ مدال برنز شده‌است.